# William A. Gilbert
William Augustus Gilbert (* 25. Januar 1815 in Gilead, Connecticut; † 25. Mai 1875 in Adams, New York) war ein US-amerikanischer Jurist und Politiker. Zwischen 1855 und 1857 vertrat er den Bundesstaat New York im US-Repräsentantenhaus.

## Werdegang
William Augustus Gilbert wurde ungefähr ein Monat vor dem Ende des Britisch-Amerikanischen Krieges im Tolland County geboren. Die Familie zog dann nach Jefferson County und ließ sich in Champion nieder. Dort besuchte er öffentliche Schulen. Er studierte Jura. Nach dem Erhalt seiner Zulassung als Anwalt 1843 begann er in Adams zu praktizieren. Ungefähr drei Jahre später brach der Mexikanisch-Amerikanische Krieg aus. Er saß 1851 und 1852 in der New York State Assembly. Politisch gehörte er zu jener Zeit der Opposition Party an.
Bei den Kongresswahlen des Jahres 1854 für den 34. Kongress wurde Gilbert im 23. Wahlbezirk von New York in das US-Repräsentantenhaus in Washington, D.C. gewählt, wo er am 4. März 1855 die Nachfolge von Caleb Lyon antrat. Er trat allerdings vor dem Ende seiner Amtszeit am 27. Februar 1857 von seinem Sitz im US-Repräsentantenhaus zurück.
Nach seiner Kongresszeit war er 1859 und 1860 Präsident der Village von Adams. Gilbert ging Bankgeschäften nach. Er verstarb ungefähr zehn Jahre nach dem Ende des Bürgerkrieges in Adams und wurde dann auf dem Rural Cemetery beigesetzt.